# 烏斯季亞河
61°31′30″N 42°36′10″E / 61.52500°N 42.60278°E

烏斯季亞河是俄羅斯的河流，由阿爾漢格爾斯克州負責管轄，屬於瓦加河的右支流，河道全長477公里，流域面積約17,500平方公里，在1990年代前被用作浮運木材。